# 百營環球資源
百營環球資源控股有限公司，簡稱百營環球資源，北京時裝集團有限公司（港交所除牌當時為0761.HK）前身為「北京時裝集團有限公司」是一間香港企業，成立於1978年（北京皮草廠(香港)有限公司始創者）由商人賈安民創立，主要銷售及生產高檔皮具。
集團已開拓印尼礦產資源。而本集團主席是蔡篤炳。是保良局前成員。
2018年8月10日，香港聯合交易所上市上訴委員會進行聆訊；2018年8月14日，上市上訴委員會以書面通知維取消上市地位，裁定為2018年8月23日為最後交易日，2018年8月24日取消上市地位。

## 連結
- 百營環球資源控股有限公司
- pekingfur.com